# Marlena Zagoni
Marlena Zagoni z d. Predescu (ur. 22 stycznia 1951 w Lucieni, zm. 31 lipca 2025) – rumuńska wioślarka, brązowa medalistka olimpijska i dwukrotna medalistka mistrzostw świata.

## Kariera
Wystąpiła na igrzyskach olimpijskich w Montrealu w 1976, zajmując szóste miejsce w dwójkach bez sternika. Na rozgrywanych cztery lata później igrzyskach olimpijskich w Moskwie osada Rumunii w składzie: Angelica Aposteanu, Marlena Predescu-Zagoni, Rodica Frîntu, Florica Bucur, Rodica Arba-Pușcatu, Ana Iliuță, Maria Constantinescu, Elena Bondar i Elena Dobrițoiu (sternik) zdobyła brązowy medal w ósemkach. W wyścigu finałowym uplasowały się o 2,31 sekundy za osadą NRD i o 1,34 sekundy za osadą ZSRR.
Na mistrzostwach świata w Lucernie (1974) Marlena Predescu-Zagoni, Maria Kabat, Elena Avram, Angelica Chertic i Aneta Matei (sternik) zdobyły brązowy medal w czwórkach ze sternikiem. Ponadto razem z Marileną Ghițą zajęła również trzecie miejsce w dwójkach bez sternika na mistrzostwach świata w Nottingham (1975).
Po zakończeniu kariery została trenerką wioślarstwa. Odznaczona Orderem Zasługi Sportowej III klasy.